# Byrsonima
Byrsonima là một chi thực vật có hoa trong họ Malpighiaceae.

## Hình ảnh

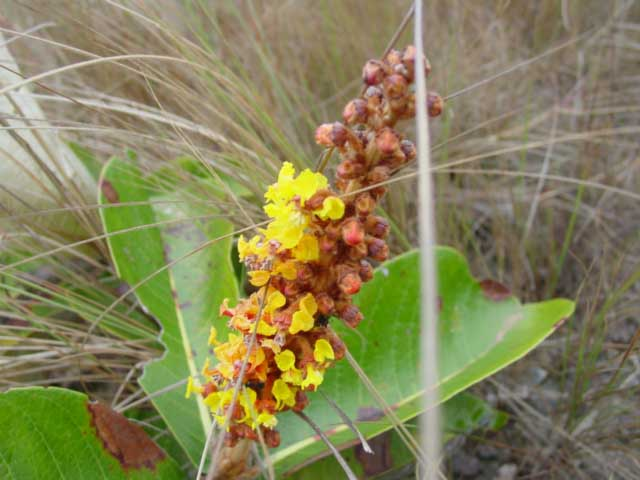
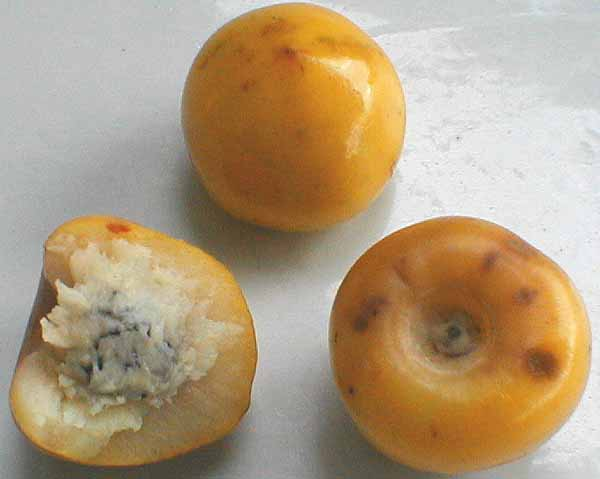
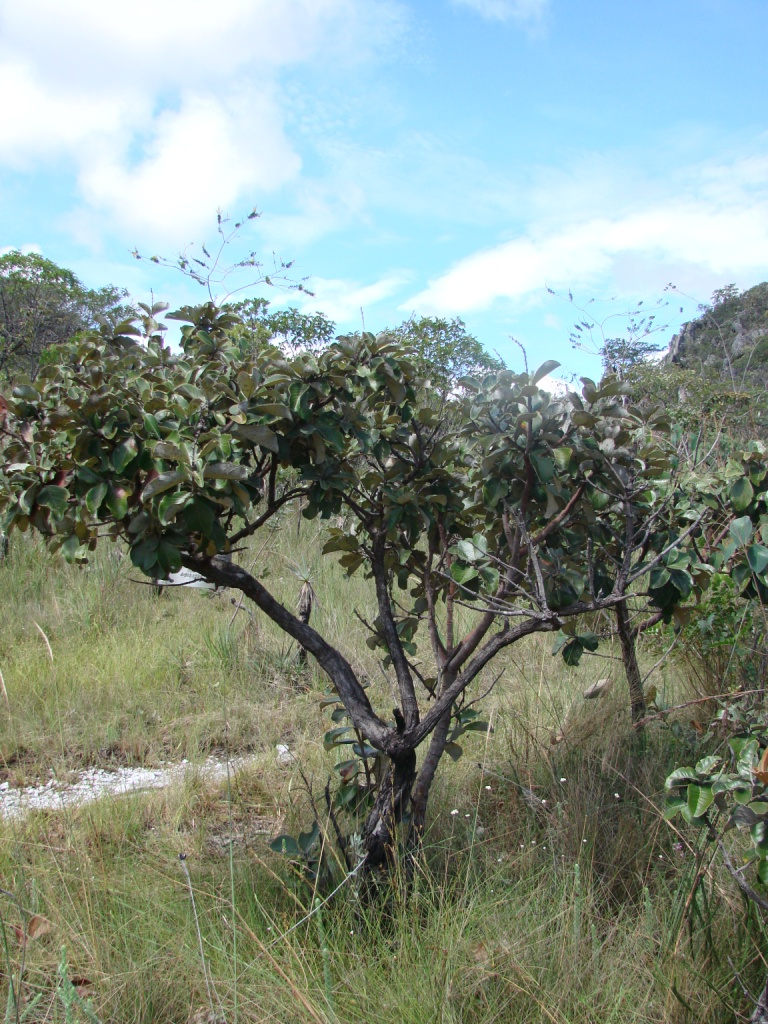
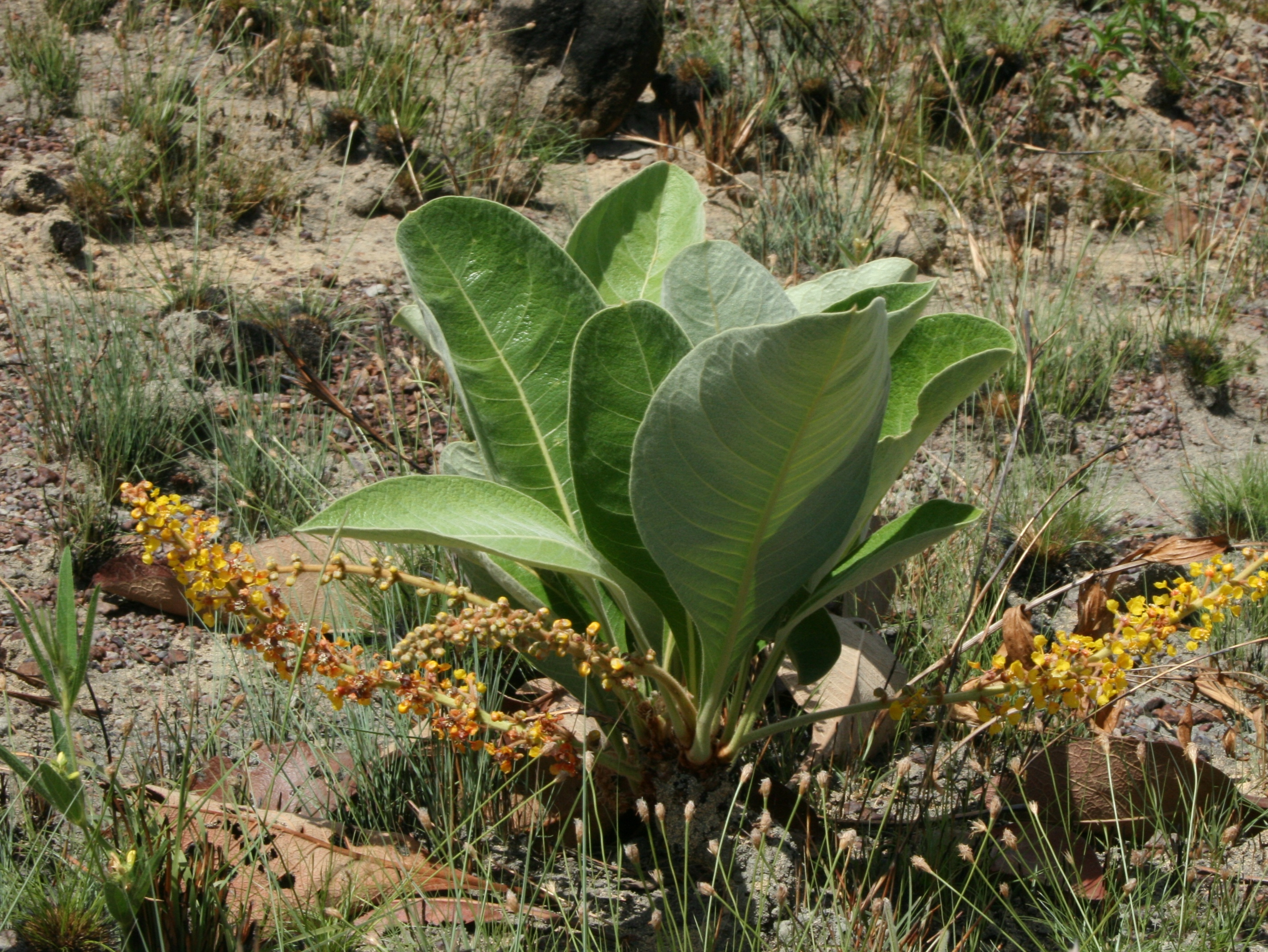

## Loài
Chi Byrsonima gồm các loài: